# Amour Maron
Amour Maron, ou por extenso Amour-Emile-Valentin Maron, foi um alto funcionário belga, que durante a II Guerra Mundial governou a província de Katanga, no então Congo Belga. Em 7 de setembro de 1941, assassinou o trabalhador Léonard Mpoyi, quando este lhe pediu garantias por escrito de que aumentaria os salários dos mineiros negros que estavam a extrair urânio, destinado ao esforço de guerra norte-americano a fim de produzir a primeira bomba atômica, assim iniciando um massacre que custaria a vida a 70 africanos e deixaria mais 100 feridos. O episódio é relatado pelo escritor congolês Ngofeen Mputubwele.
Maron nasceu em Jemeppe sur Sambre, em 22 de junho de 1891, e faleceu na cidade francesa de Paramé, a 20 de agosto de 1948. Em 1914, começaria a trabalhar na administração colonial, em Lulonga, então Congo Belga, onde trabalharia durante 32 anos, sendo que nos últimos 14 como governador do Katanga . Foi nesta província, na mina de Elisabethville, que os trabalhadores entraram em greve a 7 de dezembro de 1941, por coincidência o dia do ataque nipônico a Pearl Harbour, pedindo aumento salarial e sendo convocados a um encontro no dia seguinte no estádio municipal. Segundo o relato de Ngofeen Mputubwele, os administradores prometeram o aumento mas, quando Mpoyi pediu que fosse posto por escrito, Amour Maron o matou com um tiro no peito, seguindo-se a chacina .
Mais tarde, Maron retornaria a seu país natal, falecendo dois anos depois na França.